# Municipio Ecatzingo
Koordinaten: 18° 57′ 0″ N, 98° 45′ 0″ W
Ecatzingo ist ein Municipio im mexikanischen Bundesstaat México. Es gehört zur Zona Metropolitana del Valle de México, der Metropolregion um Mexiko-Stadt.
Der Sitz der Gemeinde und dessen größter Ort ist Ecatzingo de Hidalgo, weitere größere Ortschaften sind San Juan Tlacotompa und San Marcos Tecomaxusco. Die Gemeinde hatte im Jahr 2010 9.369 Einwohner, die Fläche des Municipios beläuft sich auf 50,8 km².

## Geographie
Ecatzingo de Hidalgo liegt im äußersten Südosten des Bundesstaates México, etwa 60 km südöstlich des Zentrums von Mexiko-Stadt, etwa 50 km östlich von Cuernavaca und etwa 10 km südwestlich des Popocatépetl.
Das Municipio grenzt im Norden und Westen an Atlautla und im Osten und Süden an den Bundesstaat Morelos.